# Głęboczek (Skępe)
Pour les articles homonymes, voir Głęboczek.
Głęboczek est une localité polonaise de la voïvodie de Couïavie-Poméranie et du powiat de Lipno,.